# Valea Scheiului
Valea Scheiului – wieś w Rumunii, w okręgu Vâlcea, w gminie Dănicei. W 2011 roku liczyła 128 mieszkańców.